# Дирвуд (тауншип, округ Китсон, Миннесота)
Ди́рвуд (англ. Deerwood) — тауншип в округе Китсон, Миннесота, США. На 2000 год его население составило 186 человек.

## География
По данным Бюро переписи населения США площадь тауншипа составляет 92,2 км², из которых 92,2 км² занимает суша, водоёмов нет.

## Демография
По данным переписи населения 2000 года здесь находились 186 человек, 71 домохозяйство и 56 семей. Плотность населения — 2,0 чел./км². На территории тауншипа расположено 89 построек со средней плотностью 1,0 построек на один квадратный километр. Расовый состав населения: 98,39 % белых, 1,08 % азиатов и 0,54 % приходится на две или более других рас. Испанцы или латиноамериканцы любой расы составляли 1,08 % от популяции тауншипа.
Из 71 домохозяйства в 38,0 % воспитывались дети до 18 лет, в 62,0 % проживали супружеские пары, в 8,5 % проживали незамужние женщины и в 21,1 % домохозяйств проживали несемейные люди. 19,7 % домохозяйств состояли из одного человека, при том 9,9 % из — одиноких пожилых людей старше 65 лет. Средний размер домохозяйства — 2,62, а семьи — 3,00 человека.
28,0 % населения — младше 18 лет, 4,8 % — в возрасте от 18 до 24 лет, 22,0 % — от 25 до 44, 27,4 % — от 45 до 64, и 17,7 % — старше 65 лет. Средний возраст — 40 лет. На каждые 100 женщин приходилось 118,8 мужчин. На каждые 100 женщин старше 18 приходилось 112,7 мужчин.
Средний годовой доход домохозяйства составлял 29 167 долларов, а средний годовой доход семьи — 30 000 долларов. Средний доход мужчин — 27 500 долларов, в то время как у женщин — 20 625. Доход на душу населения составил 13 680 долларов. За чертой бедности находились 23,2 % семей и 23,6 % всего населения тауншипа, из которых 31,9 % младше 18 и 34,3 % старше 65 лет.